# Glyconutriënten

Glucose, een monosacharide

Glyconutriënten zijn suikers (koolhydraten) die door het menselijk lichaam worden gebruikt voor de synthese van glycoconjugaten, moleculen die noodzakelijk zijn voor vele lichaamsfuncties en -systemen. Ze worden “essentieel” genoemd, omdat het lichaam deze suikers moeilijk zelf aan kan maken en het dus “essentieel” is om ze via de voeding binnen te krijgen. Het zijn allen monosachariden. Ze kunnen verbindingen aangaan met:
- proteïnen: glycoproteïnen
- vetten: glycolipiden
- andere suikers (glycanen) en proteïnen: proteoglycanen.

De glycoconjugaten zijn gebonden aan het celoppervlak en vormen de zogenaamde glycocalix, de suikerrijke mantel.

## Suiker
In de scheikunde is een suiker (ook wel koolhydraat of sacharide genoemd) een bepaald type verbinding van koolstof-, waterstof- en zuurstofatomen waarbij de waterstof- en zuurstofatomen in een verhouding 2:1 voorkomen. Ook derivaten met andere atoomtypen en andere verhoudingen worden wel onder de suikers gerekend zolang ze dezelfde basisstructuur hebben. Koolhydraten zijn een van de vijf voedingsstoffen die een mens moet binnenkrijgen om gezond te blijven.
Suiker is in het dagelijks gebruik de naam van een zoetsmakende chemische verbinding die veel in de keuken wordt gebruikt. Deze verbinding wordt beschreven als sacharose.

## Glycobiologie
De ontdekking van de gezondheidsvoordelen van het nog tamelijk onbekende monosacharide mannose. leidde tot een zoektocht naar andere suikers met mogelijk waardevolle eigenschappen. Ontdekt werd dat acht individuele suikers door het menselijk lichaam worden gebruikt voor de synthese van glycoconjugaten, moleculen die noodzakelijk zijn voor de gezondheid van veel lichaamsfuncties en systemen. Deze zienswijze heeft geleid tot een nieuwe wetenschap, de zogenaamde glycobiologie.

## Etymologie
Het woord glyconutriënt is afgeleid van het Oudgriekse woord γλυκύς, glukus, dat zoet betekent.

## Functies
Het belang van de ontdekking van glyconutriënten werd niet direct opgemerkt vanwege de hardnekkige overtuiging dat sachariden alleen zouden worden gebruikt voor de energieproductie.Diverse studies hebben aangetoond dat ieder van deze sachariden specifieke functies blijkt te hebben in het lichaam naast louter energieproductie. Deze functies zijn onder meer cellulaire communicatie, structurele integriteit, fysieke bescherming en cellulaire adhesie.
Cellulaire communicatieMonosachariden worden door het lichaam gebruikt voor cel tot cel communicatie. Deze suikers kunnen worden gerangschikt in talrijke combinaties en fungeren daardoor als een soort intracellulair Braille. Gezonde cellen laten specifieke combinaties zien die worden herkend door andere lichaamscellen, terwijl vreemde combinaties van sachariden niet worden herkend en worden 'gelabeld' tot uitscheiding. Correcte configuraties van monosachariden zijn in het bijzonder van vitaal belang voor cellulaire communicatie van het immuunsysteem, omdat het de taak van deze specifieke cellen is om vreemde binnendringers te herkennen en te elimineren.
StructuurGlycoconjugaten assisteren de cel niet alleen in communicatie maar zijn ook essentieel voor de stabiliteit van vele onderdelen van het lichaam. Zo is bindweefsel in hoge mate afhankelijk van verscheidene sacharide bouwstenen.
Fysieke beschermingOmdat de essentiële suikers als buitenste molecuul op celoppervlakken aanwezig zijn, vormen ze een cellulaire barrière voor de omgeving. Deze rol zien we op de mucosale bekleding van het hele gastro-intestinale traject, waar sacharide moleculen de adhesie van toxines en vreemde lichamen kunnen tegenhouden en tegelijkertijd nutriënten en onschadelijke moleculen kunnen binden en absorberen.
Cellulaire adhesieGlycoconjugaten worden gebruikt in cellulaire adhesie. Dit heeft directe implicaties voor trombocyten aggregatie en weefselstabiliteit. Een sacharide conjugaat genaamd heparine is een belangrijk molecuul om de stolbaarheid van het bloed te verminderen.

## Voeding
Diverse voedingsmiddelen beschikken van nature over glyconutriënten. Goede bronnen zijn:
suikerbiet, Aloë vera , paddenstoelen (bijvb. shi i take, maitake en reishi), arabinonogalactanen (in onder andere mais, meel, prei, wortelen, radijs, peren, rode wijn, kokosnoot, tomaten, curcumine en echinacea en de larix boom), pectine uit appels en citrusvruchten (in onder andere grapefruit), zemelen (in onder andere havermout, volkoren rijst, gerst, tarwe), curcuma (geelwortel), maretak en echinacea, zeewier, sappen en gom